# Crassocephalum
Crassocephalum es un género de plantas con flores perteneciente a la familia Asteraceae.  Comprende 68 especies descritas, y de estas, solo 24 aceptadas.
Varias especies se crían como hortalizas de hoja y se utilizan para la medicina, especialmente en el África occidental.

## Taxonomía
El género fue descrito por Conrad Moench y publicado en Methodus Plantas Horti Botanici et Agri Marburgensis : a staminum situ describendi 516–517. 1794. La especie tipo es: Senecio cernuus L. f. 

## Especies aceptadas
A continuación se brinda un listado de las especies del género Crassocephalum aceptadas hasta julio de 2012, ordenadas alfabéticamente. Para cada una se indica el nombre binomial seguido del autor, abreviado según las convenciones y usos.
- Crassocephalum bauchiense (Hutch.) Milne-Redh.
- Crassocephalum bougheyanum C.D.Adams
- Crassocephalum coeruleum (O.Hoffm.) R.E.Fr.
- Crassocephalum crepidioides (Benth.) S.Moore
- Crassocephalum ducis-aprutii (Chiov.) S.Moore
- Crassocephalum effusum (Mattf.) C.Jeffrey
- Crassocephalum goetzenii (O.Hoffm.) S.Moore
- Crassocephalum gracile (Hook.f. ex Hook.f.) Milne-Redh. ex Guinea
- Crassocephalum guineense C.D.Adams
- Crassocephalum kassnerianum (Muschl.) Lisowski
- Crassocephalum lemuricum (Humbert) Humbert
- Crassocephalum libericum S.Moore
- Crassocephalum macropappus (Sch.Bip. ex A.Rich.) S.Moore
- Crassocephalum manampanihense (Humbert) Humbert
- Crassocephalum montuosum (S.Moore) Milne-Redh.
- Crassocephalum paludum C.Jeffrey
- Crassocephalum × picridifolium (DC.) S.Moore
- Crassocephalum radiatum S.Moore
- Crassocephalum rubens (Juss. ex Jacq.) S.Moore
- Crassocephalum splendens C.Jeffrey
- Crassocephalum togoense C.D.Adams
- Crassocephalum torreanum Lisowski
- Crassocephalum uvens (Hiern) S.Moore
- Crassocephalum vitellinum (Benth.) S.Moore